# Romyverleihung 2021
Die Romy-Verleihung 2021 wurde am 15. Mai 2021 im ORF ausgestrahlt. Die von der Tageszeitung Kurier veranstaltete Vergabe des österreichischen Fernseh- und Filmpreises Romy fand zum 32. Mal statt und wurde zum 31. Mal vom ORF übertragen. Die Sendung wurde von Andi Knoll und Markus Freistätter präsentiert.

## Nominierte

### Publikumspreise
Die Nominierungen für die Publikumswahl wurden am 7. März 2021 bekanntgegeben.
Als Vorsitzenden der Jury folgte Kurier-Kulturchef Georg Leyrer dem Romy-Gründer Rudolf John nach. Rudolf John wurde Romy-Ehrenpräsident und erhielt das Vorschlagsrecht für die Platin-Kategorie. Erstmals werden auch die beliebtesten Nachwuchsschauspieler vom Publikum gewählt, diese wurden von Schauspieler Markus Freistätter vorgeschlagen. Die Jury besteht aus acht Fachjournalistinnen und Fachjournalisten: Johannes Bruckenberger (Austria Presse Agentur), Horst-Günther Fiedler (TV-Media), Angelika Hager (Profil), Georg Leyrer (Kurier, Juryvorsitz), Dietmar Pribil (Kurier, stellvertretender Vorsitzender), Julia Pühringer (tele), Heide Rampetzreiter (Die Presse) und Julia Schafferhofer (Kleine Zeitung).
| Kategorie                              | Preisträger                         | Nominierte |
| -------------------------------------- | ----------------------------------- | --- |
| Beliebteste Schauspielerin Film        | Miriam Stein (2. Romy)              | Paula Beer Corinna Harfouch Julia Koschitz |
| Beliebtester Schauspieler Film         | Tobias Moretti (9. Romy)            | Lars Eidinger Thomas Mraz Murathan Muslu |
| Beliebteste Schauspielerin Serie/Reihe | Maria Happel                        | Verena Altenberger Florence Kasumba Maria Köstlinger |
| Beliebtester Schauspieler Serie/Reihe  | Hans Sigl (4. Romy)                 | Juergen Maurer Michael Ostrowski Laurence Rupp |
| Beliebtester Nachwuchs weiblich        | Anna Fenderl                        | Luna Jordan Brigitta Kanyaro Maya Unger |
| Beliebtester Nachwuchs männlich        | Klaus Steinbacher                   | Lino Gaier Jonas Holdenrieder León Orlandianyi |
| Information                            | Günther Mayr                        | Lisa Gadenstätter Lou Lorenz-Dittlbacher Corinna Milborn Alexandra Wachter Tarek Leitner                                                                  |
| Show/Unterhaltung                      | Kristina Inhof                      | Arabella Kiesbauer Mirjam Weichselbraun Willi Gabalier Elyas M’Barek Clemens Maria Schreiner                                                              |
| Lockdown-Format/Umsetzung              | Fit mit Philipp mit Philipp Jelinek | maiLab mit Mai Thi Nguyen-Kim ORF-1-Freistunde mit Fanny Stapf Willkommen Österreich mit Stermann und Grissemann Wir spielen für Österreich KINO VOD CLUB |

### Akademiepreise
Die Nominierungen für die Akademiepreise wurden am 30. April 2021 bekanntgegeben, die Preisträger am 18. Juni 2021.
Die Überreichung der Preise fand am 2. Juli 2021 in der Wiener Hofburg statt. Moderiert wurde die Verleihung der Akademiepreise von Kristina Inhof. Die Platin-Romys für das Lebenswerk wurden 2020 dem Produzenten Rudolf Klingohr und der Autorin Elfie Donnelly zuerkannt, die Übergabe erfolgte im Rahmen der Verleihung 2021.
Bester Film Kino
- Ein bisschen bleiben wir noch – Regie: Arash T. Riahi
  - Was wir wollten – Regie: Ulrike Kofler
  - Waren einmal Revoluzzer – Regie: Johanna Moder

Bester Film TV/Stream
- Sörensen hat Angst – Regie: Bjarne Mädel
  - Vier Saiten – Regie: Michael Kreihsl
  - Landkrimi: Das Mädchen aus dem Bergsee – Regie: Mirjam Unger

Beste Serie TV/Stream
- Unorthodox – Regie: Maria Schrader
  - Ich und die Anderen – Regie: David Schalko
  - Deutschland 89 (3. Staffel)

Beste Doku Kino
- Davos – Regie: Daniel Hoesl
  - Liebe war es nie – Regie: Maya Sarfaty
  - Glory to the Queen – Regie: Tatia Skhirtladze, Anna Khazaradze

Beste Doku TV/Stream
- Am Schauplatz: „Ibiza der Alpen“ und „Das große Schweigen“ – Regie: Ed Moschitz (ORF)
  - Der Thiem-Spirit: Teil 2 „Dominics Weg zum Grand Sam Gewinn“ (Servus TV)
  - Her Story (Sky)

Bestes Buch Kino
- Ein bisschen bleiben wir noch – Arash T. Riahi
  - Was wir wollten – Ulrike Kofler und Sandra Bohle unter Mitarbeit von Marie Kreutzer
  - Quo Vadis, Aida? – Jasmila Žbanić

Bestes Buch TV
- Sörensen hat Angst – Sven Stricker
  - Ferdinand von Schirach: Feinde – Jan Ehlert, Nils Willbrandt, Ferdinand von Schirach
  - Wir Kinder vom Bahnhof Zoo – Annette Hess, Linda Brieda, Christiane Kalss, Johannes Rothe, Lisa Rüffer, Florian Vey

Beste Produktion
- Quo Vadis, Aida? – Regie: Jasmila Žbanić, Produktion: coop99 (Österreich), Deblokada (Bosnien und Herzegowina), Digital Cube (Rumänien), Extreme Emotions (Polen), Indie Prod. (Frankreich), N279 Entertainment (Niederlande), Razor Film Produktion GmbH (Deutschland)
  - Louis van Beethoven – Regie: Niki Stein, Produktion: Ernst Ludwig Ganzert
  - Was wir wollten – Regie: Ulrike Kofler, Produktion: Film AG – Alexander Glehr und Johanna Scherz
  - Barbaren – Regie: Barbara Eder, Steve St. Leger, Produktion: Sabine de Mardt, Andreas Bareiss, Rainer Marquass
  - Tribes of Europa – Regie: Philip Koch, Florian Baxmeyer, Produktion: Wiedemann & Berg Filmproduktion – Quirin Berg, Max Wiedemann, Maximilian Vetter
  - Berlin Alexanderplatz – Regie: Burhan Qurbani, Produktion: Leif Alexis, Jochen Laube, Fabian Maubach

Beste Regie Kino
- Ein bisschen bleiben wir noch – Arash T. Riahi
  - Waren einmal Revoluzzer – Johanna Moder
  - Quo Vadis, Aida? – Jasmila Žbanić

Beste Regie TV/Stream
- Unorthodox – Maria Schrader
  - Das Glück ist ein Vogerl – Catalina Molina
  - Vienna Blood – Königin der Nacht, Der verlorene Sohn – Umut Dağ

Beste Kamera Kino
- Hochwald – Martin Gschlacht, Jerzy Palacz
  - Quo Vadis, Aida? – Christine A. Maier
  - Undine – Hans Fromm

Beste Kamera TV/Stream
- Ich und die Anderen – Martin Gschlacht
  - Wir Kinder vom Bahnhof Zoo – Jakub Bejnarowicz
  - Landkrimi: Das Mädchen aus dem Bergsee – Eva Testor

Bester Schnitt Kino
- Ein bisschen bleiben wir noch – Julia Drack, Stephan Bechinger
  - Das schaurige Haus – Alarich Lenz
  - Was wir wollten – Marie Kreutzer

Bester Schnitt TV/Stream
- Ich und die Anderen – Karina Ressler
  - Tatort: Die Amme – Nils Landmark
  - Nicht tot zu kriegen – Tobias Haas, Melanie Schütze

Beste Musik
- Waren einmal Revoluzzer – Clara Luzia
  - Landkrimi: Das Mädchen aus dem Bergsee – Teresa Rotschopf, Patrick Pulsinger
  - Landkrimi: Waidmannsdank – Herwig Zamernik alias Fuzzman

TV-Moment des Jahres
- Neujahrskonzert der Wiener Philharmoniker 2021[11]

Preis der Jury Kino
- Quo Vadis, Aida?

Preis der Jury TV
- 50 Jahre Tatort

Platin-Romy für das Lebenswerk
- Peter Kraus und Cornelia Froboess (zuerkannt 2020, verliehen 2021)[12]
- Rudolf Klingohr und Elfie Donnelly (zuerkannt 2020, verliehen 2021)[10]